# 麟遊県
麟遊県（りんゆう-けん）は中華人民共和国陝西省宝鶏市に位置する県。

## 行政区画
- 鎮：九成宮鎮、崔木鎮、招賢鎮、両亭鎮、常豊鎮、丈八鎮、酒房鎮

## 交通

### 道路
- 高速道路
  -  菏宝高速道路（中国語版）
- 国道
  - G244国道（中国語版）
  - G342国道（中国語版）